# Studentorganisation
En studentorganisation är en organisation som organiserar studenter som läser vid högskolor eller universitet.
En studentkår utgör oftast grunden för alla studentorganisationer vid ett lärosäte. Den kan ha underlydande studentföreningar. Det finns också helt fristående organisationer, till exempel studentordnar, samt organisationer som är verksamma vid fler än ett lärosäte, vilka ofta kallas studentförbund.
Vid vissa universitet i Sverige har studentnationerna en stark ställning.